# Arkansasfloden
Arkansasfloden er en af de store bifloder til Mississippifloden. Arkansasfloden flyder i en generelt østlig og sydøstlig retning og gennemstrømmer de amerikanske delstater Colorado, Kansas, Oklahoma og Arkansas.
Med 2.364 km er det den 6. længste flod i De Forenede Stater, og den næstlængste biflod til Mississippi-Missouri flodsystem. Dens udsping ligger i Rocky Mountains i Lake County, Colorado, nær Leadville, og dens udløb er ved Napoleon, Arkansas. Arkansasfloden afvander næsten 505.000 km².
Volumenmæssigt er floden mindre end både Missourifloden og Ohiofloden med en gennemsnitslig gennemstrømning på 240 m³/s.

## Hydrografi
Arkansasfloden består af tre klart afgrænsede strækninger på sin lange vej gennem det centrale Nordamerika.
Ved sit udspring løber Arkansas floden som en stejl bjergstrøm gennem Rocky Mountains i en snæver dal hvor den falder 1.400 meter på 193 km. Denne strækning, som omfatter The Numbers, Brown's Canyon og Royal Gorge benyttes i vid udstrækning til Rafting om foråret og sommeren.
Ved Cañon City, Colorado udvider Arkansasflodens dal sig og flader mærkbart ud. Lige vest for Pueblo flyder floden ud på de store sletter – prærien. Gennem resten af Colorado, gennem Kansas, og gennem det nordlige Oklahoma til Tulsa, er den en typisk prærieflod, med brede lave bredder som fra tid til anden bliver oversvømmet. Bifloderne omfatter Canadianfloden og Cimarronfloden (som begge flyder fra det nordøstlige New Mexico) og Salt Fork Arkansas floden.
Nedenfor Tulsa og videre til udmundingen kan floden besejles med pramme og store flodfartøjer takket være en række dæmninger som opstemmer den til reservoirer. Ovenfor Tulsa kan den kun besejles med små fartøjer såsom flåder, kanoer og kajakker.
Vandgennemstrømningen i Arkansasfloden (som målt i det centrale Kansas) er faldet fra omkring 7 m³/s i gennemsnit fra 1944-1963 til 1.5 m³/s i gennemsnit fra 1984-2003, fortrinsvis på grund af indvinding af grundvand til markvanding i det østlige Colorado og vestlige Kansas.
Større byer langs floden omfatter Pueblo, Colorado; Wichita, Kansas; Tulsa, Oklahoma; Fort Smith, Arkansas og Little Rock, Arkansas.

## På sporet af floden
Mange indianerstammer boede nær eller langs Arkansasfloden på dens 2.334 km lange vej, men de første europæere der så floden var medlemmer af Coronado ekspeditionen den 29. juni 1541. Også i 1540'erne opdagede Hernando de Soto Arkansasflodens udløb i Mississippifloden. Navnet "Arkansas" blev først anvendt af fader Jacques Marquette, som kaldte floden Akansa i sin journal fra 1673.
Fra 1819 fastlagde Adams-Onis traktaten Arkansasfloden som en del af grænsen mellem USA og Mexico, hvilket den forblev indtil annekteringen af Texas og den Mexicansk-amerikanske krig i 1846.
Senere fulgte vejen til Santa Fe, Santa Fe Trail Arkansasfloden gennem det meste af Kansas bortset fra genvejen ved Cimarron fra Cimarron, Kansas, til Cimarron, New Mexico, via Cimarron County, Oklahoma langs Cimarronfloden.

## Fiskeri
Arkansasfloden i det centrale Colorado er et af de bedste fiskesteder i Vesten efter brun ørred. De første 250 km af floden fra Leadville til Pueblo er første klasses ørredvand. Betingelserne varierer kraftigt langs denne del af floden, så floden er delt op i fire sektioner: Leadville til Buena Vista, Buena Vista til Salida, Salida til Canon City, Canon City til Pueblo. Sæsonen er forskellig på hver af disse sektioner. Arkansasfloden gennem Canon City kan have forårsbetingelser, mens det endnu er vinter ved Leadville. På grund af disse pludselige skift i klima og højde kan fiskebetingelserne skifte mellem sektionerne og årstiden. Der kan også fiskes regnbueørrreder.

## Udtale
Selv om mange i Kansas udtaler det som ɑrˈkænzəz, udtaler folk i Arkansas det ˈɑrkənsɔː/ ifølge til en lov, som blev vedtaget i 1881). Folk i det sydlige USA udtaler det ˈærkənsɔː/.

## Billeder
- Arkansasfloden passerer Wichita, Kansas
- Arkansasfloden, med kig over mod North Little Rock
- Tørke kan sænke Arkansasfloden så meget at træer langs floden ikke kan overleve.
- John Martin Dam and Reservoir på Arkansasfloden i Bent County, Colorado
- Kajaksport på Arkansasfloden
- Royal Gorge
- Arkansasfloden i Tulsa, Oklahoma.
- Fluefiskere på Arkansasfloden nær Salida, Colorado
- Arkansasfloden i Natural Steps, Arkansas